# Aire marine protégée de Santa Maria di Castellabate
L'aire marine protégée de Santa Maria di Castellabate (en italien : Riserva naturale protetta Santa Maria di Castellabate) est une aire marine protégée créée en 2009 dans la province de Salerne en Campanie,.

## territoire
L'aire marine protégée relève entièrement du territoire communal de Castellabate et concerne les hameaux marins de : Tresino, Lago di Castellabate, Santa Maria di Castellabate, San Marco di Castellabate, Licosa et Ogliastro Marina (uniquement la zone proche de la pointe d'Ogliastro).
Elle s'étend sur 7 095 hectares de mer, à laquelle s'ajoutent 2 hectares de littoral, entre la pointe d'Ogliastro et la baie de Sauco (frontière nord avec la commune d'Agropoli).

## Description
Elle est divisée en trois zones différentes, chacune soumise à un régime différent de protection et de conservation de l'environnement, prenant en compte les caractéristiques naturelles et la situation socio-économique existante.
Zone A : c'est la zone de réserve intégrale de 169 hectares qui concerne la côte entre Punta Tresino et Punta Pagliarola. Celle-ci détient la plus grande protection et limitations (elle interdit également la baignade).
Zone B : c'est la zone de réserve générale de 3 092 hectares, qui permet également la baignade et la navigation (à une vitesse ne dépassant pas 5 nœuds) sur une distance de 300 mètres de la côte, comprend la partie maritime entourant la zone A de Punta Tresino et la partie maritime faisant face à la côte entre Punta Torricella et Punta dell'Ogliastro.
Sous-zone B1 : c'est une zone de 134 hectares située à proximité de la Punta Licosa.
Zone C : c'est la zone de réserve partielle de 3 699 hectares avec des limitations très limitées laquelle  comprend le tronçon de mer restant dans le périmètre de l'aire marine protégée.

## Faune

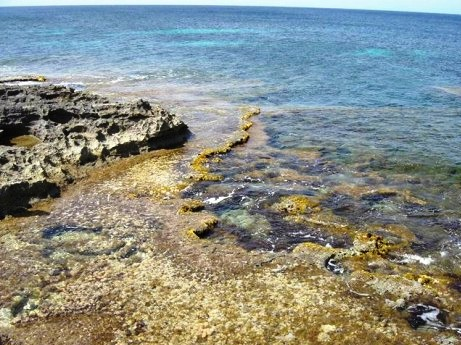
Trottoir a vermeti.

Diverses espèces animales peuplent la zone marine de la côte du Cilento, dont certaines sont très rares : comme le poisson perroquet de Méditerranée et Syriella castellabatensis (un crustacé qui tire son nom de la zone découverte en 1975 près de Licosa et étudiée par la station zoologique Anton Dohrn de Naples, mais aussi des Scleractinia, des Alcyonacea, des Echinoidea, des Ectoprocta et des Porifera.
Dans la zone de Licosa se trouve un trottoir a vermeti (it), une bioconstruction typiquement méditerranéenne formée de Vermetidae (Dendropoma petraeum (en) ), semblable aux récifs coralliens tropicaux. On trouve également la présence de colonies de grande nacre (Pinna nobilis), un mollusque bivalve protégé, inscrit sur la liste rouge de la directive européenne Habitats.

## Flore
La zone de l’aire marine protégée est riche en espèces végétales. Dans les fonds marins de Castellabate, on trouve un récif corallien et de vastes prairies de Posidonia oceanica, dans lesquelles de nombreuses espèces de poissons et de crustacés sont protégées et nourries.

## Galerie

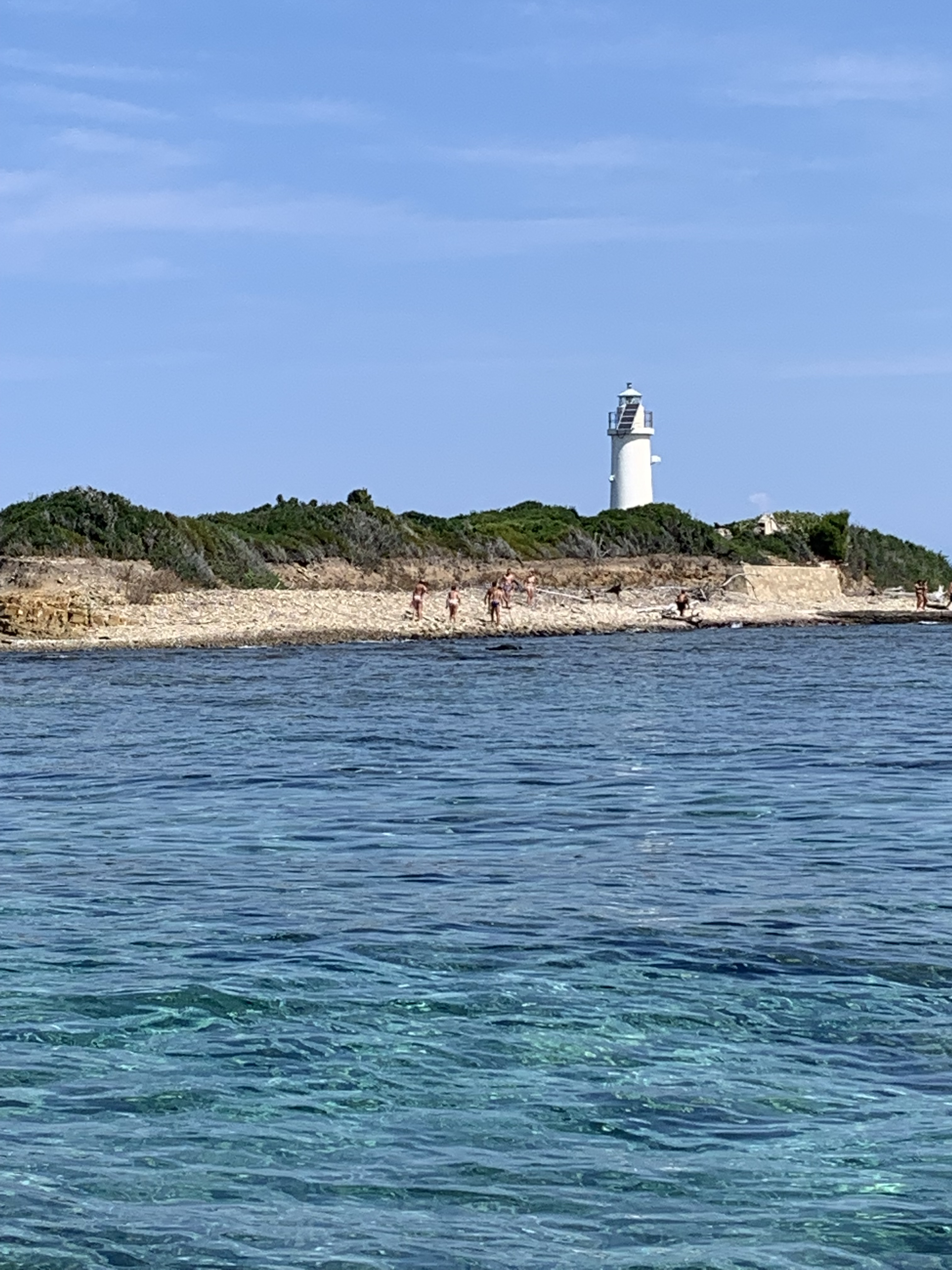
Licosa.
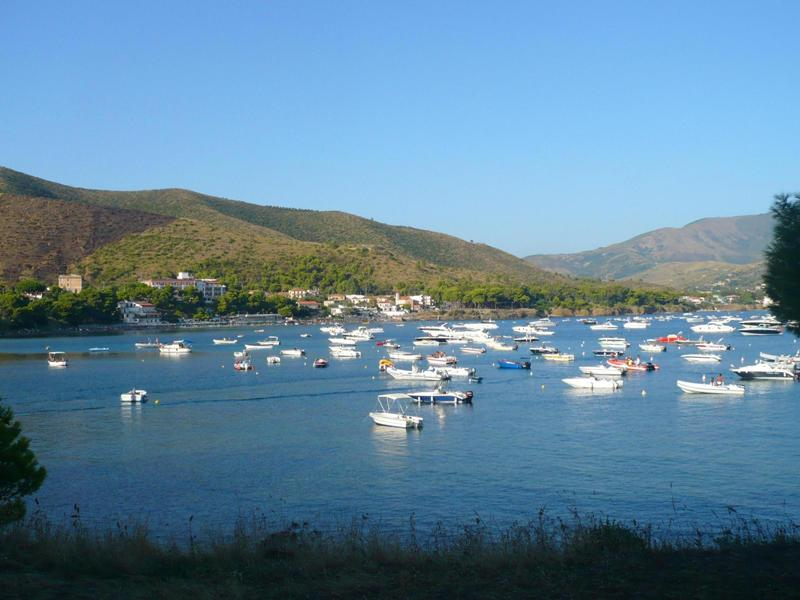
Baie de Ogliastro marina.

### Liens connexes
- Liste des parcs régionaux italiens
- Liste des aires marines protégées en Italie